# ألكسندرو تزيغارا ساموركاش
ألكسندرو تزيغارا ساموركاش (4 أبريل 1872-1 أبريل 1952) هو مؤرخ روماني للفن، وعالم إثنوغرافي، ومتحف، وصحفي ثقافي، والمعروف أيضًا باسم البطل المحلي لحفظ الفن، وقائد الشرطة الرومانية ومذيع إذاعي رائد. كان تزيغارا عضوًا في مجتمع جونيميا الأدبي، وشغل مناصب في المدرسة الوطنية للفنون الجميلة، وجامعة بوخارست وأخيرًا جامعة سيراونتي. خلال شبابه، كان سكرتيرًا لكارول الأول، ملك رومانيا. بالقرب من العائلة المالكة، شغل أيضًا منصب رئيس مؤسسة كارول الأولى الأكاديمية، حيث أنشأ مجموعة كبيرة من لوحات التصوير. اكتسبت تزيغارا شهرة في عام 1906 كمؤسس للمتحف الوطني، نواة المتحف الحالي للفلاح الروماني، ولكنه شارك أيضًا في ترتيب وصيانة صندوق تيودور أمان للفنون.
خلال الحرب العالمية الأولى، أزعجت تزيغارا ساموركاش الرأي العام الروماني بقبولها الخدمة في إدارة دمية أنشأتها القوى المركزية. على الرغم من أن الحكومة الشرعية اعتبرت سلوكه حميدًا، إلا أنه وجه إليه اتهامات بالتعاون من داخل الأوساط الأكاديمية، وأدى إلى تفاقم صراعه الطويل الأمد مع المؤرخ نيكولاي إيورغا. مُنع تزيغارا من التقدم في مسيرته الجامعية خلال فترة ما بين الحربين، لكنه عوض عن هذا المأزق بإنجازات أخرى: كان مندوبًا إلى العديد من المعارض العالمية، وكان أول محاضر على الإطلاق في طاقم راديو رومانيا، ورئيس تحرير مجلة كونفيباري الأدبية، وقبل التقاعد بفترة وجيزة، عضو مناظر في الأكاديمية. قضى سنوات ما بعد الحرب العالمية الثانية في الغموض، بسبب عدم توافقه الأيديولوجي مع النظام الشيوعي الروماني.
زُعم أن تزيغارا هو الابن غير الشرعي لكارول الأول، وهي شائعة يغذيها قربه من البلاط. كان هو نفسه والد الفنانة آنا تزيغارا بيرزا، ووالد زوجة الفلكلوري ماركو بيرزا.

## سيرة شخصية

### النشأة
وُلد تزيغارا ساموركاش، في بوخارست، في 4 أبريل (في المصادر الأخرى 23 مارس) 1872، وعمد في الكنيسة الأرثوذكسية الرومانية. هناك شائعة بأنه الابن غير الشرعي لدومنيتور كارول الأول، ملك رومانيا التالي، والذي كان تزيغارا قريبًا منه بشكل خاص في السنوات اللاحقة. يعطي المؤرخ لوسيان بويا بعض الفضل في هذا الجزء من التاريخ الشفوي، ويلاحظ أن تزيغارا، مثل فيلهلم وميت كرمنيتز، كان له علاقة وثيقة بشكل غير عادي مع العائلة المالكة. يقول الباحث زيغو أورنيا، الذي يشير إلى أن تزيغارا ربما كان ينشر القصة في كل مكان: من الصعب التحقق من هذه الأسطورة بشكل طبيعي، لكن على أي حال، ربما تكون أسطورة محتملة، لأن تزيغارا ولد في عام 1872 وكارول الأول كان حاضرًا على عرشنا، باسم دومنيتور، من عام 1866. مثل بويا، يلاحظ أورنيا أن علاقة تزيغارا الوثيقة بالملك، وتدخلات الملك المتكررة نيابة عنه في كل مرة تتعثر فيها مسيرة تزيغارا، واتصالاته مع كرمينتيز (بما في ذلك ميت، عشيقة كارول المزعومة) كانت بعض الأدلة الإضافية على أنه ينحدر من السلالة الملكية. ينتقد المؤرخ فاسيلي دوكيا رواية أورنيا، مشيرًا إلى أنه يعتمد على مصادر مشكوك فيها، ويجادل بأنه بعيدًا عن احتضان هذه الأسطورة، تحدث تزيغارا بفخر واضح عن جذوره في تزيغارا. وفقًا للمؤرخ لوسيان ناستاسو، دحض دوكيا إشاعة النسب الملكي لألكساندر تزيغارا.
كانت والدة ألكسندرو وعشيقة كارول المزعومة هي إيلينا ساموركاش، متزوجة من توما تزيغارا. قاد البحث في علم الأنساب الخاص به مؤرخ الفن إلى استنتاج أنه كان من أصل يوناني نبيل وإيطالي-يوناني: سلفه المفترض كان سباثيوس تزيغارا زوتوس، مدفونًا في البندقية في سان جورجيو دي غريسي (1599). كانت لعائلة ساموركاش دماء أرستقراطية، مرتبطة بنبلاء البويار من والاشيا: جعله خط الأب لمؤرخ الفن قريبًا لعائلات كريتزوليسو وراليت وبينغيسكو وبوغيا.
أيضًا من رتبة البويار، كان لأسلاف ألكساندرو ساموركاش تاريخ على جانبي منطقة الكاربات الجنوبية، في والاشيا وفي ترانسيلفانيا التي كانت تحكم النمسا آنذاك. نشط خلال عصر الثورة، شارك فالاشين قسطنطين ساموركاش في التحريض الأتيري، ولكن لاحقًا، هربًا من الانتفاضة الريفية عام 1821، واستقر في كرونشتاد (براشوف) للتجسس لصالح النمساويين. كان سلف آخر، بوستلنيك ساموركاش، لغويًا معروفًا بعمله في اللغة اليونانية. سُجل لقاء فرعين في شعار النبالة الذي صنعه تزيغارا ساموركش لنفسه، حيث يُظهر سبثا زوتوس تزيغارا، جنبًا إلى جنب مع لون البشرة الأسود وحاجب منمّق.
بعد فترة من وفاة توما تزيغارا، تبنى ألكسندرو عمه الذي لم ينجب أيوان أليكو ساموركاش (أخذ اسم تزيغارا ساموركاش رسميًا بعد سنوات، في عام 1899)؛ كما ساعده الكرمنيتز في تعليمه، الذين علموه اللغة الألمانية، وعرضوه على دوائر المجتمع الراقي، واعتبروه ابنًا. جاء احتكاكه الأولى بالتاريخ والفنون الشعبية عن طريق عائلته الممتدة، التي جمعت وحفظت الوثائق والأشياء الفنية.
بعد تخرجه من ثانوية ماتي باساراب وحصوله على البكالوريوس، التحق بكلية الآداب بجامعة بوخارست، قسم التاريخ. هنا تعرف الشاب على معلميه الأوائل: الكاتب الجامع ألكسندرو أودوبيسكو وعالم الآثار جريجور توسيليسكو، الذي كفل تعيين تزيغارا كوصي للمتحف الوطني للآثار. كان ناقدًا للتخلف في المتحف تحت إدارة توسيليسكو، وكتب أن المجموعة غير المنظمة تتكون من مومياء مصرية، ونسخ من اللوحات الجدارية من كنيسة الكاتدرائية في كورتيا دي أرغيش، وعناصر من كنز بيتروسيلي، وأعمال فنية من عصر ما قبل العصر الكولومبي، إلى جانب نموذج معياري لبرج إيفل.
منذ عام 1893، ذهب الخريج الشاب إلى الإمبراطورية الألمانية، حيث درس في جامعة برلين وجامعة لودفيج ماكسيميليان، وحصل على درجة الدكتوراه في ميونيخ من خلال أطروحة عن الرسام الباروكي سيمون فويت. حصل على شهادته بامتياز مع مرتبة الشرف. عاد تزيغارا إلى وطنه، وبعد نزاع مع توسيليسكو، تخلى عن منصبه في متحف الآثار. تخصص لاحقًا في علم المتاحف في باريس، واستمع إلى محاضرات في مدرسة الفنون الجميلة وعمل في متاحف المدينة، قبل أن يعود إلى ألمانيا، حيث درس مع أمين برونزويك البارز فيلهلم فون بود.

### بدايات المسيرة الأكاديمية
بالعودة إلى رومانيا، تقدم تزيغارا دون جدوى للحصول على كرسي علم الآثار الذي أنشئ في جامعة لاسي، لكنه خسر؛ وفقًا للباحث وكاتب اليوميات تيهاري أنتونيسكو، الذي ظهر بصفته المنتصر، فقد زُورت المنافسة لصالحه، على الرغم من أن تزيغارا كان لديه الحس السليم للاستعداد. منذ عام 1899، كان أمين مكتبة مؤسسة كارول الأولى الأكاديمية وأستاذًا لعلم الجمال وتاريخ الفن في المدرسة الوطنية للفنون الجميلة. كما اعترف تزيغارا لاحقًا، فإن مقدمته إلى الملوك جاءت من خلال علاقة مع كيرمنتيز، جيرانه في شارع بولونا. شهدت هذه الفترة بداية علاقة تزيغارا الوثيقة مع كارول، التي أطلق عليها مؤرخ الفن فيما بعد الحامي الأكثر سخاء وصاحب السيادة. قُبل في الأوساط الملكية، وكان أحد المقربين من الملكة والراعية الثقافية، إليزابيث، التي أطلق عليها اسم محركة الفن الروماني. لفترة من الوقت، كان سكرتيرها الخاص، وساعدها على تحقيق طموحاتها الأدبية تحت توقيع كارمن سيلفا. تتحدث ذكريات تزيغارا بحماس عن أعمال إليزابيث، وكذلك عن كراهية الملك لاهتماماتها في الروحانيات أو الفلسفة، وتناقش مودة كارول الدائمة لميت كرمنيتز.